# Mueang Nakhon Sawan (huyện)
Mueang Nakhon Sawan (tiếng Thái: เมืองนครสวรรค์) là huyện thủ phủ (Amphoe Mueang) của tỉnh Nakhon Sawan, phía bắc Thái Lan.

## Địa lý
Các huyện giáp ranh (từ phía bắc theo chiều kim đồng hồ) là Banphot Phisai, Kao Liao, Chum Saeng, Tha Tako, Phayuha Khiri, Krok Phra, Lat Yao.
Sông chính ở huyện là sông Nan và sông Ping, hai sông hợp lưu ở thị xã Nakhon Sawan để tạo nên sông Chao Phraya. Về phía đông của huyện là đầm lầy Bueng Boraphet.

## Hành chính
Huyện này được chia thành 17 phó huyện (tambon), các đơn vị này lại được chia ra thành 170 làng (muban). Thành phố (thesaban nakhon) Nakhon Sawan nằm trên tambon Pak Nam Pho và một phần của tambon Khwae Yai, Nakhon Sawan Tok, Nakhon Sawan Ok và Wat Sai. Nong Ben là một thị trấn (thesaban tambon) và nằm trên một số khu vực của tambon Nong Krot và Nong Kradon. Có 16 Tổ chức hành chính tambon.
| STT | Tên              | Tên tiếng Thái | Số làng | Dân số |  |
| --- | ---------------- | -------------- | ------- | ------ |  |
| 1.  | Pak Nam Pho      | ปากน้ำโพ        | -       | 41,888 |  |
| 2.  | Klang Daet       | กลางแดด        | 6       | 3.499  |  |
| 3.  | Kriangkrai       | เกรียงไกร       | 12      | 5.764  |  |
| 4.  | Khwae Yai        | แควใหญ่         | 5       | 2.472  |  |
| 5.  | Takhian Luean    | ตะเคียนเลื่อน     | 12      | 6.051  |  |
| 6.  | Nakhon Sawan Tok | นครสวรรค์ตก     | 10      | 47.371 |  |
| 7.  | Nakhon Sawan Ok  | นครสวรรค์ออก    | 7       | 18.964 |  |
| 8.  | Bang Phra Luang  | บางพระหลวง     | 6       | 2.323  |  |
| 9.  | Bang Muang       | บางม่วง         | 12      | 7.338  |  |
| 10. | Ban Makluea      | บ้านมะเกลือ      | 12      | 9.448  |  |
| 11. | Ban Kaeng        | บ้านแก่ง         | 12      | 8.006  |  |
| 12. | Phra Non         | พระนอน         | 15      | 8.721  |  |
| 13. | Wat Sai          | วัดไทร          | 15      | 22,920 |  |
| 14. | Nong Krot        | หนองกรด        | 17      | 19.131 |  |
| 15. | Nong Kradon      | หนองกระโดน     | 16      | 15.390 |  |
| 16. | Nong Pling       | หนองปลิง        | 8       | 14.581 |  |
| 17. | Bueng Senat      | บึงเสนาท        | 5       | 4.893  |  |